# L'aquelarre (1823)
L'aquelarre, també conegut com El gran cabró, és un mural a l'oli del pintor aragonès Francisco Goya, pintat probablement entre 1821 i 1823. Explora els temes de la violència, la intimidació, el pas del temps i la mort.
És una de les catorze pintures negres que Goya va aplicar en oli a les parets de guix de la seva casa, la Quinta del Sordo. Les pintures es van realitzar en secret: no va titular cap de les obres ni va deixar constància de les seves intencions en crear-les. Tanmateix, en L'aquelarre els historiadors de l'art veuen com una sàtira de la credulitat de l'època, una condemna de la superstició i les caces de bruixes de la Inquisició espanyola. Com amb les altres obres del grup, L'aquelarre reflecteix la desil·lusió que es pot connectar a nivell temàtic amb el seu aiguafort anterior El son de la raó produeix monstres, com també amb la sèrie d'Els desastres de la guerra, una declaració política atrevida publicada només pòstumament.
Cap a l'any 1874, uns cinquanta anys després de la seva mort, els murals sobre guix es van transferir a llenç. L'aquelarre era considerablement més ample abans de ser transferit -era la pintura negra més ampla. Durant la transferència, es van tallar uns 140 cm de la part dreta del mural. En les seves dimensions reduïdes de 141 × 436 cm, el mural està retallat i queda més atapeït, cosa en què alguns crítics hi veuen una addició a l'aura espectral, mentre que d'altres creuen que distorsiona les intencions de Goya movent el centre d'equilibri i reduint l'impacte de la pintura.

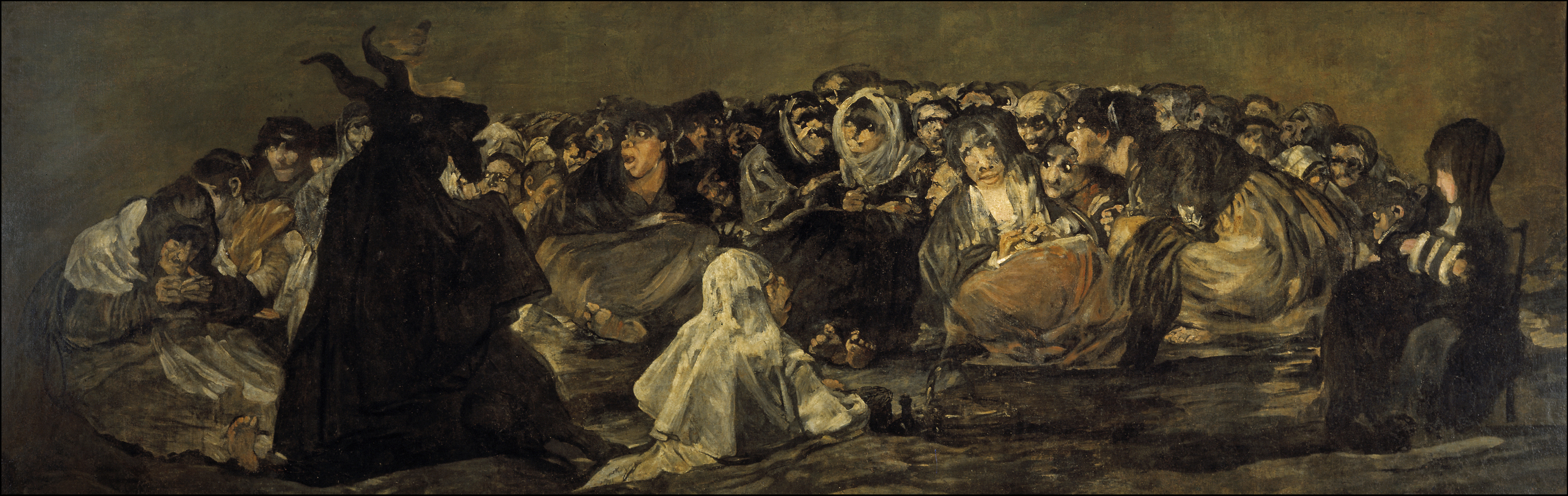
L'aquelarre, 1821–23